# 정진식
정진식(鄭鎭植, 1982년 11월 5일 ~ )은 대한민국의 정치인이다. 당적은 더불어민주당이며, 제8대 인천광역시 서구의회 의원이다.

## 생애
1982년 충청북도 단양군에서 출생했다. 충북 충주시의 용원초등학교, 주덕초등학교, 주덕중학교를 다녔고, 이후 충주고등학교와 한양대학교 사회학과를 졸업하였다.
2018년 제7회 전국동시지방선거 때 인천광역시 서구의회 의원에 더불어민주당 후보로 출마·당선되어, 전반기에는 의회운영위원회 위원장과 자치행정위원회 위원을 맡았고, 2020년 7월부터는 환경경제위원회 부위원장과 의회운영위원회 위원으로 활동 중이다.

## 이력
- 2015년 : 새정치민주연합 인천광역시당 사회교육특별위원장(전)
- 2016년 : 더불어민주당 인천광역시당 사회교육특별위원장(전)
- 2017년 : 민주평화통일자문회의 자문위원(전)
- 2017년 : 인천광역시 서구크리켓협회 이사(현)
- 2017년 : 더불어민주당 전국청년위원회 정책분과위원회 정책위원(전)
- 2018년 : 더불어민주당 인천광역시당 서구을지역위원회 청년위원장(전)
- 2018년 : 더불어민주당 전국청년위원회 문화예술분과위원장(전)
- 2018년 : 제7회 전국동시지방선거 더불어민주당 인천서구청장 선거대책위원회 선거대책 부본부장(전)
- 2018년 : 제8대 인천광역시 서구의회 의원(현)
- 2018년 : 제8대 인천광역시 서구의회 전반기 기획총무위원회 위원(전)
- 2018년 : 제8대 인천광역시 서구의회 전반기 의회운영위원장(현)
- 2018년 : 인천광역시 녹청자박물관 운영위원회 위원(현)
- 2018년 : 더불어민주당 전국청년위원회 부위원장(현)[2]
- 2019년 : 인천광역시 서구시설관리공단 대표 주민참여위원회 위원(현)
- 2019년 : 제8대 인천광역시 서구의회 전반기 자치행정위원회 위원(현)
- 2020년 : 더불어민주당 인천광역시당 서구을지역위원회 선거대책위원회 공동위원장(전)

## 역대 선거 결과
| 실시년도 | 선거      | 대수 | 직책   | 선거구                | 정당         | 득표수   | 득표율          | 순위 | 당락 | 비고           |
| -------- | --------- | ---- | ------ | --------------------- | ------------ | -------- | --------------- | ---- | ---- | -------------- |
| 2018년   | 지방 선거 | 8대  | 구의원 | 인천 서구 (다 선거구) | 더불어민주당 | 22,032표 | \| \| 46.40% \| | 1위  |      | 초선, 민선 7기 |
|          | 46.40%    |      |        |                       |              |          |                 |      |      |                |

## 수상내역
- 2015년 : 제1회 서울신문 시사웹툰 공모전 2등
- 2017년 : 더불어민주당 인천광역시당 서구을지역위원장[3] 2급 포상
- 2018년 : 더불어민주당 인천광역시당 서구을지역위원장 1급 포상
- 2018년 : 대한민국 지방자치평가연계 의정대상 YIP 우수상[4]
- 2019년 : 한국중부발전ㆍ인천광역시 사회적경제지원센터 사회적경제 창업아이디어 공모전 장려상